# Гуэррьери Гонзага, Чезаре
Чезаре Гуэррьери Гонзага (итал. Cesare Guerrieri Gonzaga; 2 марта 1749, Мантуя, Мантуанское герцогство — 5 февраля 1832, Рим, Папская область) — итальянский куриальный кардинал. Генеральный казначей Апостольской Палаты с 22 июля 1816 по 27 сентября 1819. Префект Конгрегации переписи с 22 июля 1816 по 5 февраля 1832. Секретарь Священной Конгрегации по делам епископов и монашествующих с 6 апреля 1818 по 27 сентября 1819. Про-генеральный казначей Апостольской Палаты с 27 сентября 1819 по 4 июня 1820. Камерленго Священной Коллегии кардиналов с 13 марта 1826 по 9 апреля 1827. Кардинал-дьякон с 27 сентября 1819, с титулярной диаконией Сант-Адриано-аль-Форо с 17 декабря 1819 по 5 февраля 1832.

## Биография
Внучатый племянник кардинала Сильвио Валенти Гонзага и племянник кардинала Луиджи Валенти Гонзага.